# Georg Haus (Generalleutnant)

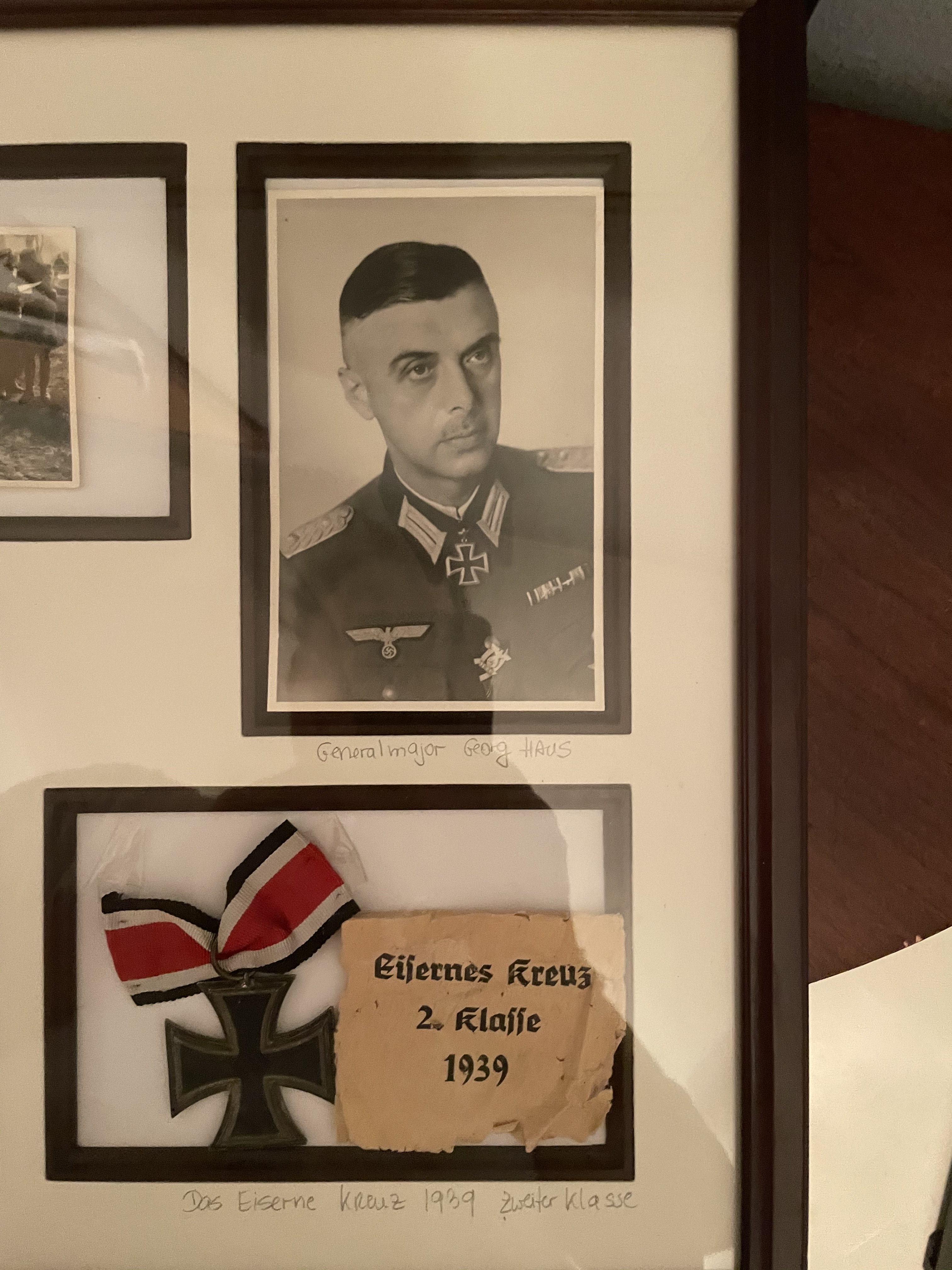
Foto von Haus und dem eisernen Kreuz

Georg Haus (* 16. September 1895 in Nürnberg; † 18. April 1945 bei Pillau) war ein deutscher Offizier, zuletzt Generalleutnant im Zweiten Weltkrieg.

## Leben
Georg Haus trat Mitte 1914 in die Armee ein, diente im 1. Infanterie-Regiment „König“ und nahm mit diesem Regiment als Offizier im Rang eines Leutnants am Ersten Weltkrieg an der Westfront teil.
Nach Ende des Krieges wechselte er 1919 in das Freikorps Epp und wurde 1920 verabschiedet. Mitte 1934 trat er im Range eines Hauptmanns in die Wehrmacht ein und wurde Lehrer an der Kriegsschule Dresden. Im März 1942 folgte seine Beförderung zum Oberst. Er kommandierte als Oberst das Grenadier-Regiment 55 der 17. Infanterie-Division und erhielt im Februar 1944 für seinen Einsatz das Ritterkreuz verliehen. Vom 15. März bis 16. April 1944 war er vertretungsweise für den Vertreter von Generalleutnant Richard Zimmer, Oberst Otto-Hermann Brücker, Kommandeur der 17. Infanterie-Division. Ab dem 5. Juni 1944 war er als Kommandeur der 50. Infanterie-Division vorgesehen. Erst am 1. Juli 1944 erreichte er aber das Hauptquartier der Division, welche bis dahin vom ehemaligen Kommandeur Generalmajor Alexander von Pfuhlstein geleitet wurde. Im Oktober 1944 wurde Haus zum Generalmajor befördert. Mit der 50. Infanterie-Division war er im Oktober 1944 in der Gumbinnen-Goldaper Operation involviert und von Januar 1945 bis zu seinem Tode kämpfte die Division in der Ostpreußischen Operation, u. a. mit der Kesselschlacht von Heiligenbeil.
Er fiel am 18. April 1945 bei Pillau, wohin sich die Division nach der Kesselschlacht von Heiligenbeil zurückgezogen hatte. Sein Nachfolger als Divisionskommandant, der Generalmajor Kurt Domansky, starb auch dort 10 Tage später.
Postum wurde Georg Haus zum Generalleutnant befördert.

## Auszeichnungen
- Eisernes Kreuz (1914) II. und I. Klasse
- Verwundetenabzeichen (1918) in Schwarz
- Spange zum Eisernen Kreuz II. und I. Klasse
- Verwundetenabzeichen (1939) in Silber
- Deutsches Kreuz in Gold am 26. Dezember 1941
- Ritterkreuz des Eisernen Kreuzes am 12. Februar 1944[6][7]